# Jędrusie
„Jędrusie” – oddział partyzancki wywodzący się z lokalnej organizacji konspiracyjnej Odwet, działający w okresie od wiosny 1941 r. do końca wojny na ziemi kieleckiej i Podkarpaciu

## Zarys działalności
Założycielem i pierwszym dowódcą Jędrusiów był Władysław Jasiński ps. „Jędruś”, twórca organizacji konspiracyjnej Odwet w Tarnobrzegu. W okresie marzec–czerwiec 1941 r. Niemcy dokonali licznych aresztowań wśród jej członków, powodując duże trudności w działalności struktur podziemnych. Wydarzenia te spowodowały także wzrost potrzeb finansowych organizacji, działającej dotychczas samodzielnie i nie dotowanej przez żaden z ośrodków politycznych. Zmusiło to Jasińskiego do podjęcia decyzji o utworzeniu leśnego oddziału dywersyjno-bojowego. Jego nazwa pochodziła od pseudonimu Jasińskiego, a ten od zdrobniałego imienia jego 5-letniego synka.
W początkowym okresie oddział prowadził przede wszystkim rekwizycje w majątkach zarządzanych przez Niemców oraz kolportaż podziemnego pisma „Odwet”. „Jędrusie” przywrócili też porządek na swoim obszarze, likwidując bandy rabunkowe i leśne bimbrownie. Po pewnym czasie rozwinęli działalność; wykonywali kary śmierci na niemieckich agentach i konfidentach oraz najbardziej szkodliwych granatowych policjantach, wymierzali chłostę osobom szczególnie wysługującym się okupantowi, prowadzili szkolenie wojskowe. Prowadzili również działania charytatywne, polegające na niesieniu pomocy aresztowanym i ich rodzinom oraz organizowanie sieci punktów wysyłkowych paczek żywnościowych dla polskich jeńców osadzonych w obozach niemieckich. W tym czasie oddział liczył ok. 60 ludzi.
Po śmierci W. Jasińskiego 9 stycznia 1943 r. w starciu z niemiecką żandarmerią w Trzciance koło Połańca, nowym dowódcą „Jędrusiów” został Józef Wiącek ps. „Sowa”. Nawiązano współpracę z Armią Krajową i Batalionami Chłopskimi. Jej owocem były 2 najsłynniejsze akcje zbrojne „Jędrusiów”. 12 marca 1943 r. oddział wspólnie z miejscową placówką AK rozbił niemieckie więzienie w Opatowie, uwalniając około 80 więźniów. Liczył on wówczas zaledwie kilkunastu ludzi, podczas gdy niemiecki garnizon ok. 380 żołnierzy. 29 marca „Jędrusie” dokonali – wespół z patrolem bojowym AK – kolejnej, podobnej akcji w Mielcu. Uwolniono wówczas ok. 180 osób. W listopadzie „Jędrusie” jako zwarta jednostka organizacyjna podporządkowani zostali dowództwu AK, ale do końca zachowali nazwę i pełną odrębność. Z innych akcji oddziału wymienić można m.in. uderzenie na banki w Staszowie i Mielcu, zdobycie transportu cukru na stacji kolejowej w Bogorii, obronę wsi Strużki przed pacyfikacją, rozbicie niemieckich taborów w Osieczku, walkę z Niemcami w Dziebałtowie, 2-dniową bitwę w obronie ludności Radoszyc, bitwę z jednostkami dywizji pancernej Waffen-SS pod Radkowem, walkę w Lasach Siekierzyńskich (Góry Świętokrzyskie) z jednostkami przeprowadzającymi obławę na partyzantów. 12 czerwca 1944 r. do „Jędrusiów” dołączyli partyzanci Lotnej Grupy AK „Orlicza” w liczbie ok. 40 partyzantów.

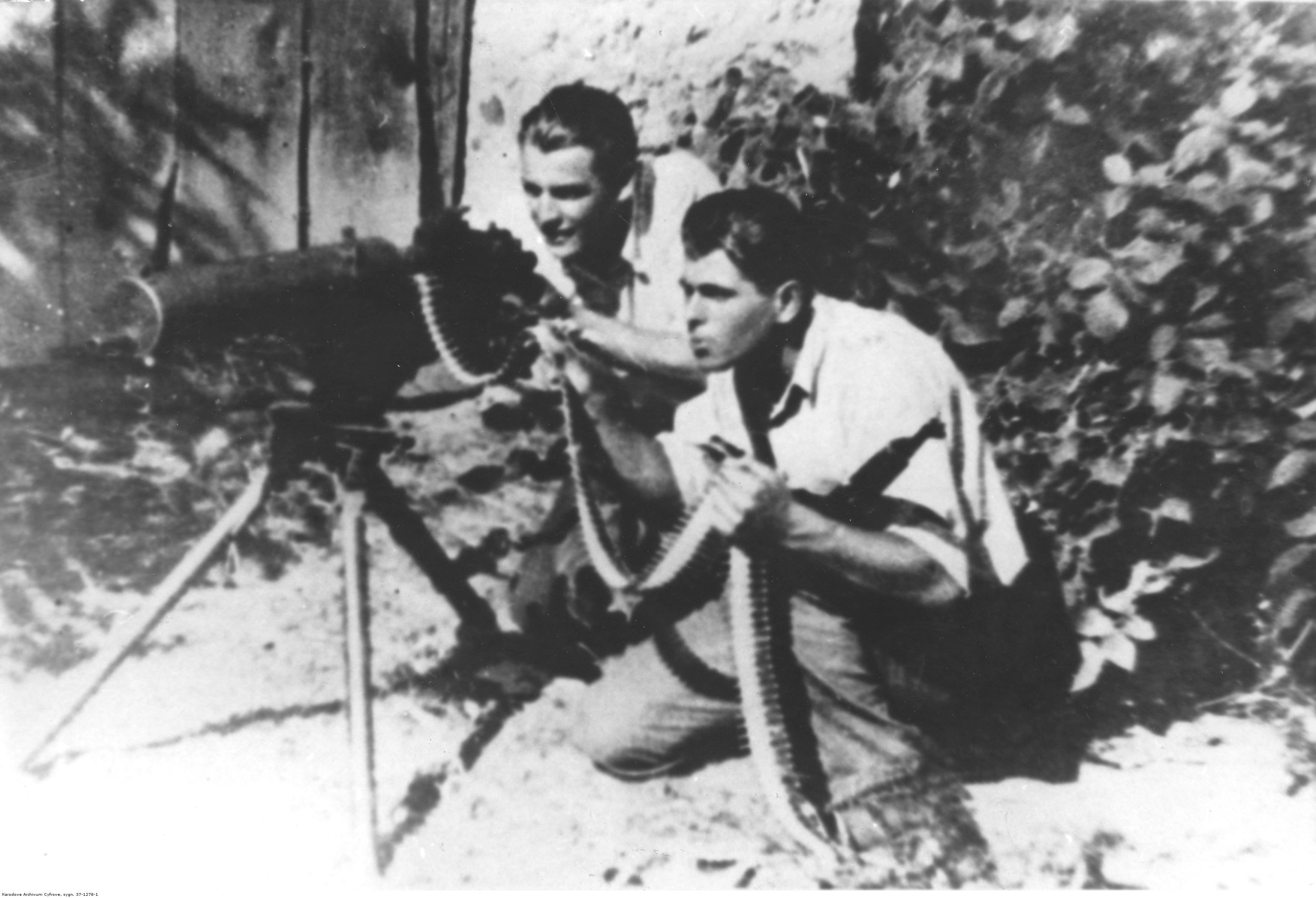
Od lewej: Andrzej Skowroński „Andrzej”, Zdzisław de Ville „Zdzich”

W okresie realizacji planu „Burza” „Jędrusie” stali się 4. kompanią 2 Pułku Piechoty Legionów AK Ziemi Sandomierskiej. W owym czasie ich oddział liczył ponad 250 ludzi. Wraz z całym Pułkiem podjęli marsz na pomoc walczącej Warszawie, dochodząc do Nowego Miasta nad Pilicą, gdzie 24 sierpnia cała 2 Dywizja Piechoty Legionów AK otrzymała rozkaz powrotu na Kielecczyznę. Tam nawiązano kontakt z sowiecką czołówką pancerną płk Draguńskiego i współdziałano ściśle w walkach toczących się o przyczółek Sandomiersko-Baranowski. Po rozczłonkowaniu 2. pp Leg. AK „Jędrusie” przedostali się w Góry Świętokrzyskie, gdzie pozostali do stycznia 1945 r., czyli do wkroczenia na te tereny Sowietów. Wówczas oddział został rozwiązany. Nastąpiły represje i aresztowania przez NKWD i UB. Wielu „Jędrusiów” zostało zesłanych na Syberię do łagrów, część otrzymała długoletnie wyroki więzienia.

## Współczesne odniesienia
W 1984 r. został nakręcony z udziałem byłych partyzantów film dokumentalny pt. Jędrusie, przedstawiający dzieje oddziału „Jędrusie”.
W Sulisławicach znajduje się muzeum „Jędrusiów”.
Są patronem kilku szkół i drużyn harcerskich m.in. Hufca ZHP Tarnobrzeg, 79 Białostockiej Drużyny Harcerskiej „Odwet” im. Władysława Jasińskiego ps. Jędruś, 100 Rzeszowskiej Drużyny Starszoharcerskiej im. Władysława Jasińskiego ps. Jędruś, 21 Bogoryjskiej Drużyny Harcerskiej im. Jędrusiów oraz tarnobrzeskiej organizacji „Strzelec”, której w 2002 r. uroczyście przekazano proporzec Oddziału Partyzanckiego Armii Krajowej „Jędrusie”.
W ramach dorocznego Harcerskiego Rajdu Świętokrzyskiego, organizowanego przez ZHP Hufiec Starachowice, odbywa się 7. Trasa poświęcona Jędrusiom. Co roku w okolicach 17 listopada, w rocznicę bitwy pod Tychowem organizowany jest Rajd Szlakami Jędrusiów.
W 2005 r. zostało wznowione wydawanie „Odwetu” jako pisma Stowarzyszenia Kombatantów „Jędrusiów”, Żołnierzy Armii Krajowej, Ich Rodzin i Sympatyków z siedzibą w Połańcu. Redaktorem naczelnym „Odwetu” jest ppłk Mieczysław Korczak, ps. Dentysta, były żołnierz ugrupowania partyzanckiego „Jędrusie”. Zespół redakcyjny „Odwetu” tworzą: Jarosław Dybowski (Łódź), Grażyna Gad, Mariola Indyka (Boże), Zdzisław Jasiewicz (Tarnów), Józef Korczak (Połaniec), Józef Komarewicz (sekretarz redakcji, Tarnów), Marek Pedyński, Wiesław Kot (Staszów), Jerzy Lech Rolski ps. „Babinicz” (Warszawa), Meczysław Suchojad (Warszawa), Kazimierz Gul. Wznowiony „Odwet” ma również stronę internetową http://www.jedrusie.org. W latach 2005–2012 ukazało się 12 numerów wznowionego „Odwetu”.
Od 2001 r. działa Stowarzyszenie Kombatantów „Jędrusiów”, Żołnierzy AK, Ich Rodzin i Sympatyków z siedzibą w Połańcu. Prezesem zarządu stowarzyszenia był ppłk Mieczysław Korczak, ps. „Dentysta”. Mieczysław Korczak zmarł 5 września 2021 roku.

## Znani Jędrusie
- Władysław Jan Jasiński
- Tadeusz Szewera
- Zbigniew Kabata
- Józef Wiącek
- Walenty Ponikowski

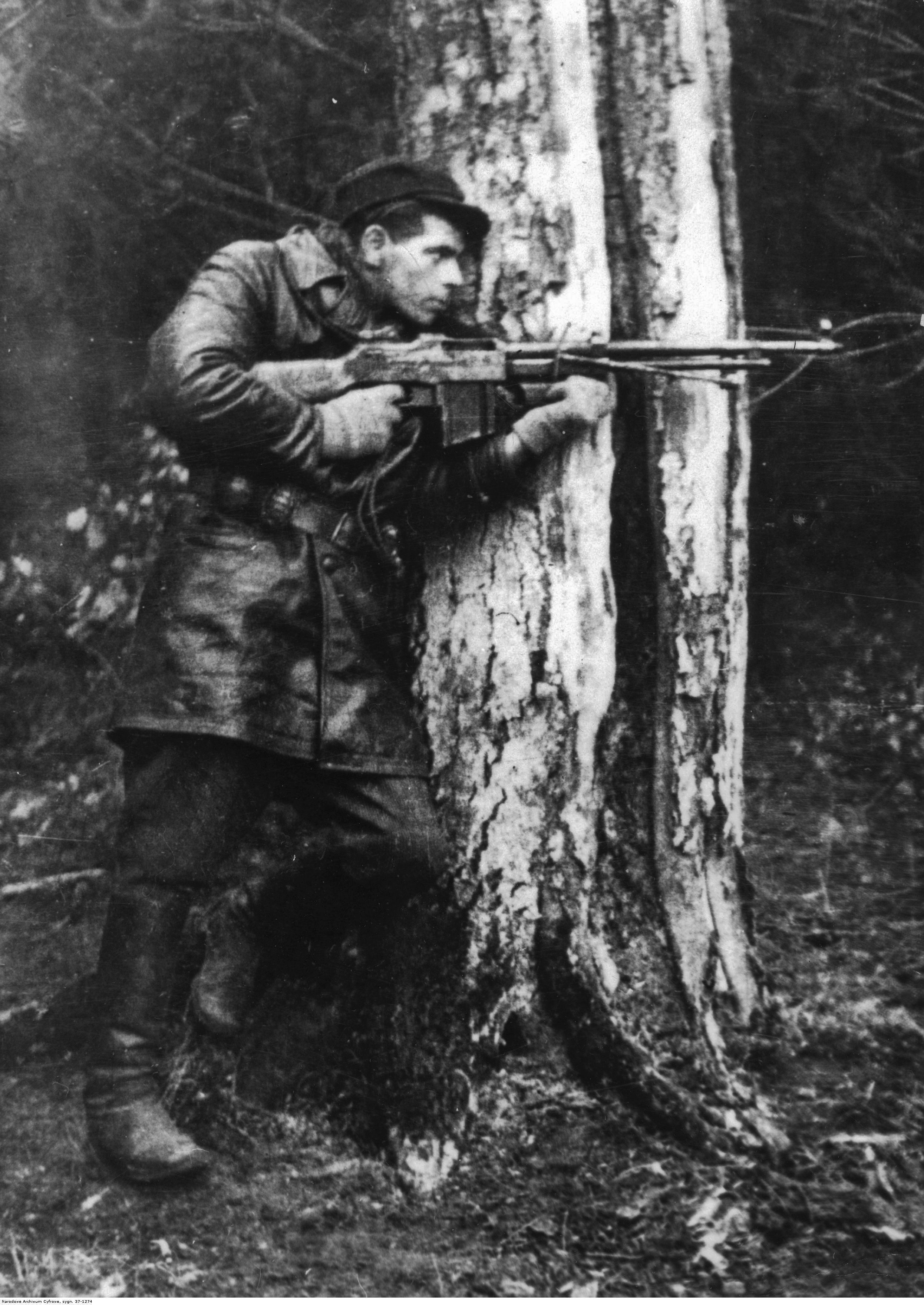
Polski leśny partyzant Zdzisław de Ville „Zdzich”, członek AK „Jędrusie” z karabinem maszynowym Browning wz.1928

- Mieczysław Suchojad (ur. 17.10.1923) – porucznik, kombatant, członek ZKRPiBWP, żołnierz partyzanckiego oddziału „Odwet – Jędrusie”, wieloletni członek Polskiego Związku Łowieckiego (odznaczony Honorowym Żetonem Zasługi Złom), prezes Koła Zakładowego Warszawskiego Węzła Kolejowego nr 9 Dzielnicy Warszawa Praga Północ ZKRPiBWP. Działacz i organizator szeregu inicjatyw w środowiskach kombatanckich, społeczny opiekun Miejsc Pamięci Narodowej. Porucznik Suchojad przepracował 51 lat, 11 miesięcy i 19 dni na kolejach Ostbahn i PKP, w tym 43 lata jako maszynista trakcji parowej i spalinowej. Jest najstarszym żyjącym pracownikiem Jędrzejowskiej Kolejki Dojazdowej[2][3][4][5].